# Ferrocarril en Túnez

Mapa de la red ferroviaria tunecina.

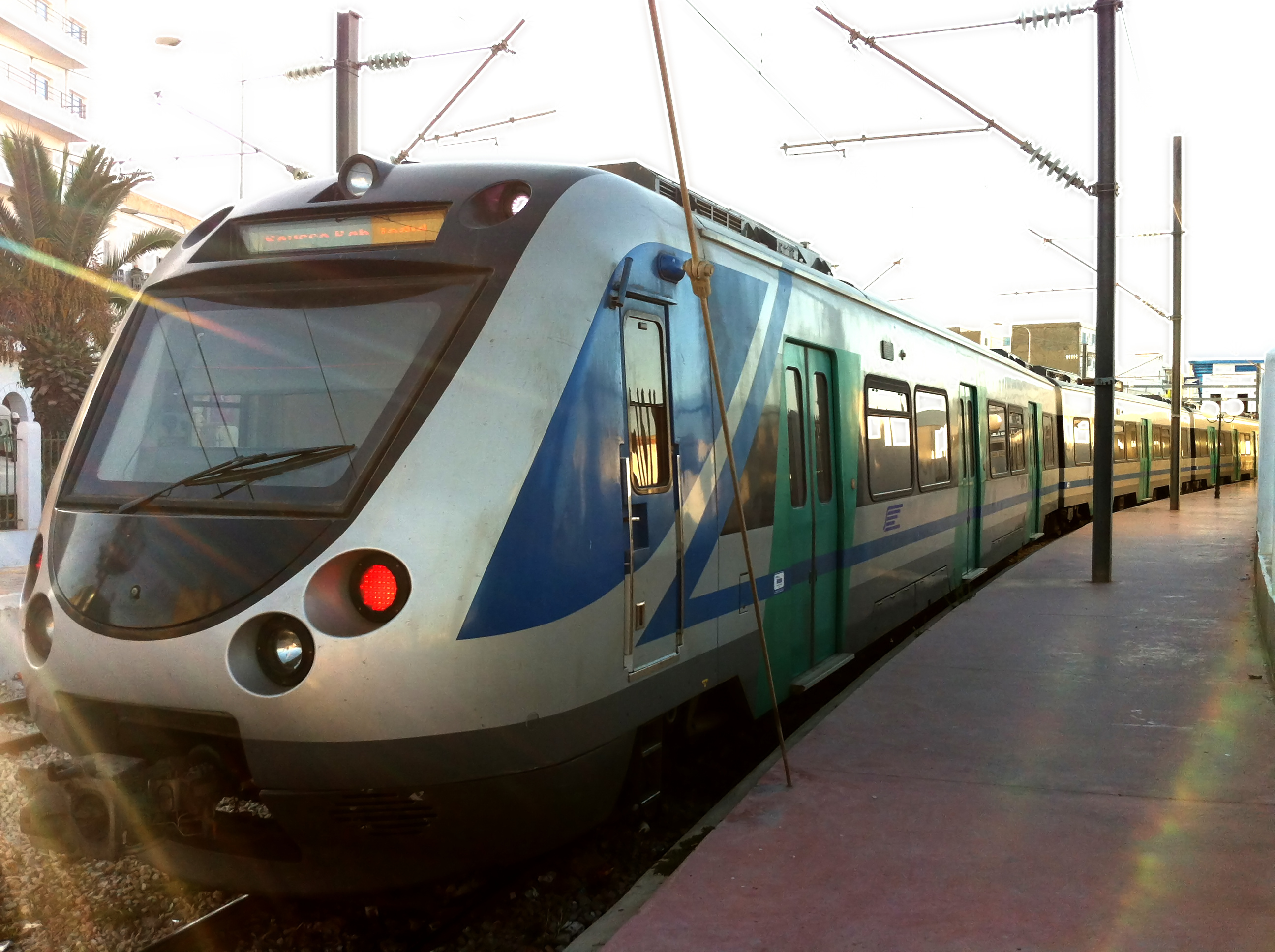
Tren eléctrico SNCFT (Métro du Sahel en 2012).

El transporte ferroviario en Túnez apareció por primera vez a finales del siglo XIX. Los ferrocarriles tunecinos son de ancho estándar de 1,435 m al norte de Túnez y de ancho estrecho de 1 m en el centro y sur del país.

## Historia

### Primera línea
En 1870, la empresa italiana Mancardi obtuvo la concesión de un ferrocarril entre Túnez y la región del Sahel pero, por falta de capital, no lo llevó a cabo. Así, la primera línea ferroviaria tunecina, que unía Túnez con La Marsa (TGM), fue inaugurada el 2 de agosto de 1872 por Sadok Bey.

### Construcción de la red norte
Esta línea fue el preludio de otras muchas que, entre 1878 y 1916, construyeron en el norte del país la Société de construction des Batignolles y su filial, la Compagnie des chemins de fer Bône-Guelma, que ya explotaba una red ferroviaria en Argelia. Así, por el decreto beylical del 24 de Ramadán de 1289 (calendario musulmán), correspondiente a octubre de 1872, se autorizó a la empresa británica Pickerning a construir un ferrocarril entre Túnez y Jendouba en el plazo de un año.

La convención de esta línea de Medjerda, firmada el 23 de noviembre de 1874 por Kheireddine Pacha, contiene 29 artículos y está escrita en árabe y francés. La línea comienza en Túnez y pasa por Ariana, con un ramal hasta La Goulette, y luego Mateur, Béja y Jendouba. La concesión de cincuenta años también garantiza el derecho a explotar una mina en el oeste del país durante este periodo. El gobierno tunecino tiene, en virtud de este mismo convenio, el derecho de designar a un ingeniero para que inspeccione la línea durante las obras y a lo largo de su explotación. Los concesionarios también tienen derecho a construir algunos ramales y a prolongar la línea hasta Le Kef. Sin embargo, esta concesión no se llevó a cabo. Por ello, en 1876 se otorgó otra concesión a la Société de construction des Batignolles, que la retrocedió a la Compagnie des chemins de fer Bône-Guelma.

Estaciones
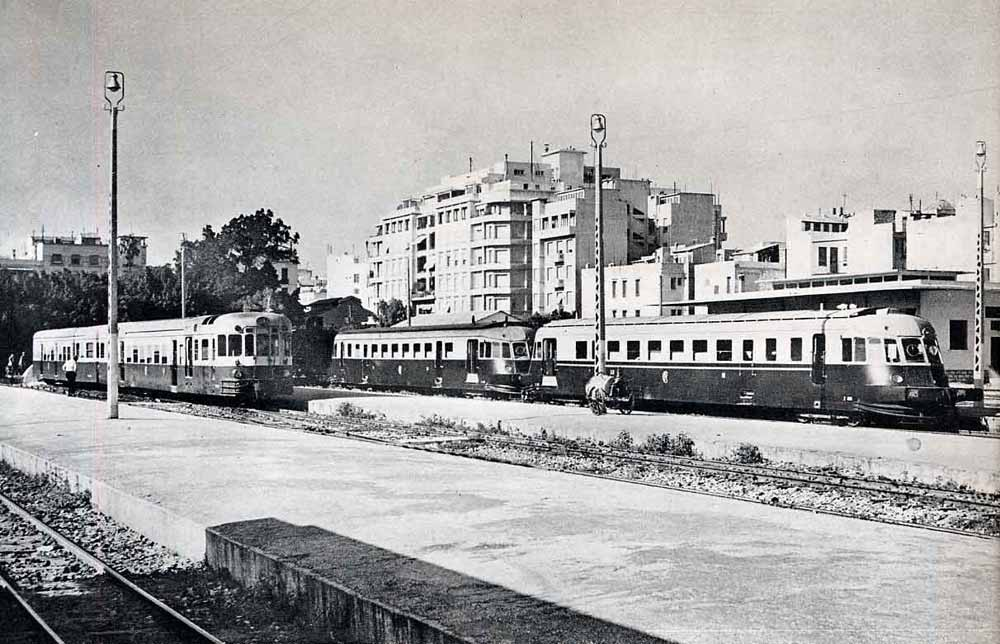
Estación de Túnez.
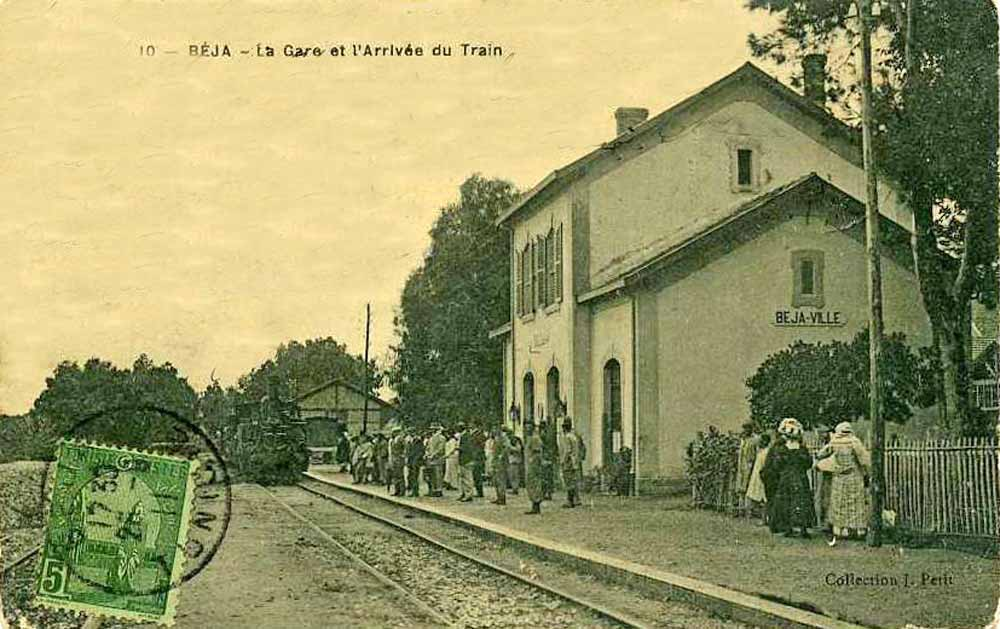
Estación de Béja.
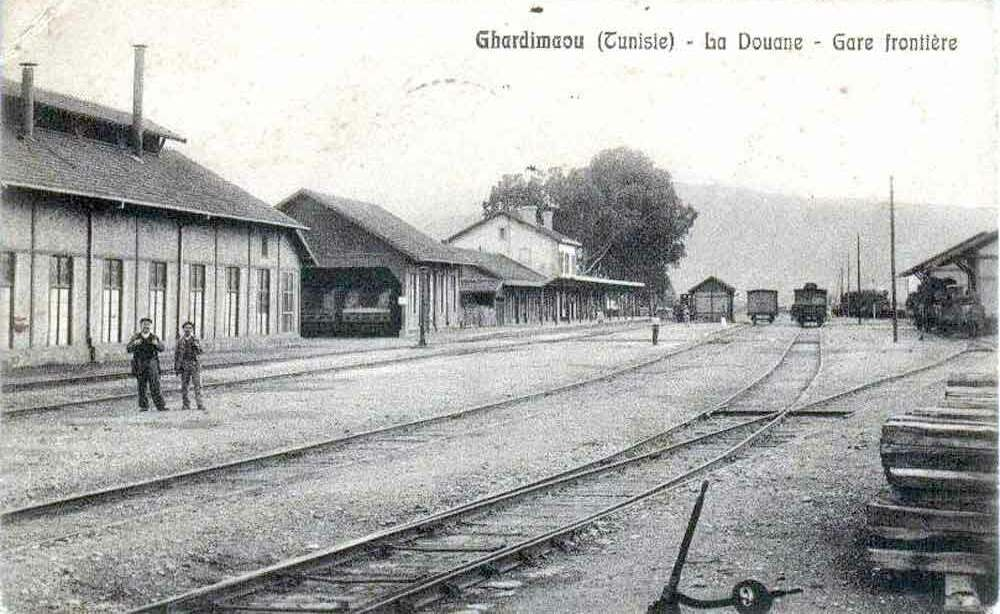
Estación de Ghardimaou.
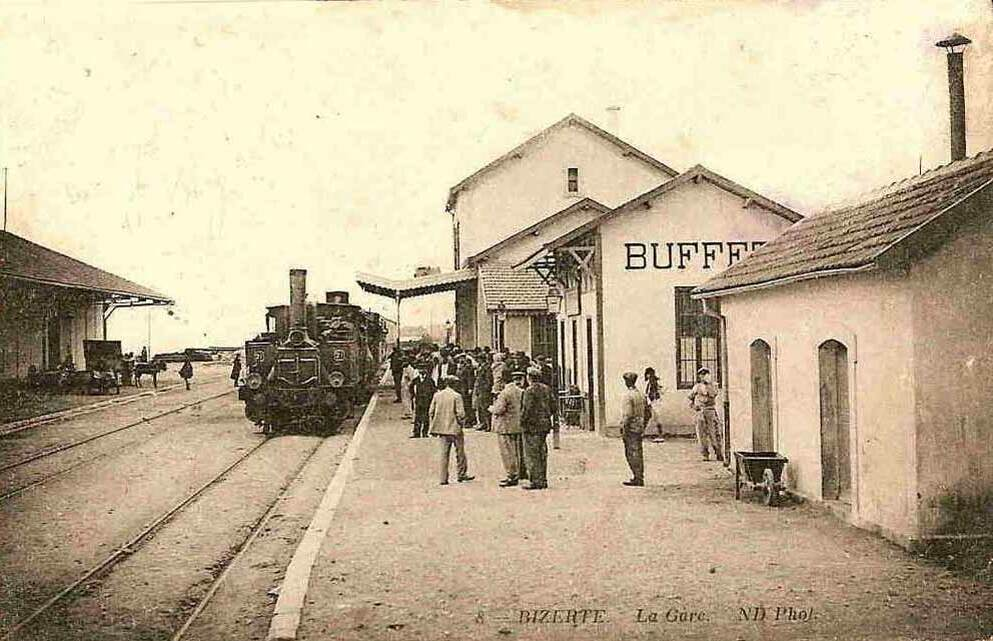
Estación de Bizerta.

Evolución de la red entre 1880 y 1941.

Las obras no comenzaron realmente hasta el 30 de abril de 1877. La inauguración de la línea que une Túnez con Tebourba tuvo lugar el 24 de junio de 1878. Llegó a Medjez el-Bab el 30 de septiembre, a Oued Zarga el 30 de diciembre, a Béja el 1 de septiembre de 1879, a Jendouba el 30 de septiembre y a Ghardimaou el 30 de marzo de 1880. Esta línea se construyó de acuerdo con las normas internacionales, como la TGM. El tramo que une Ghardimaou con Souk Ahras (Argelia) no se terminó hasta el 29 de septiembre de 1884. En 1894 se conectó con Bizerte a través de Djedeida y se completó con las rampas que unen Mateur con Beja (1912) y Tabarka (1922). La construcción y explotación de esta línea (inicialmente para dar servicio a las minas de plomo) se concedió a la compañía francesa hasta 1922. A partir de esa fecha, el Estado tunecino confió la explotación de la línea, tras su compra, a la Compagnie fermière des chemins de fer tunisiens en forma de arrendamiento.

### Construcción de la red sur
Al mismo tiempo, y tras el descubrimiento por parte de Philippe Thomas en 1885 de considerables yacimientos de fosfatos en Jebel Selja, la Compagnie des phosphates et des chemins de fer de Gafsa obtuvo la concesión en 1897 con la condición de que estuvieran unidos por un ferrocarril al puerto de Sfax. La línea que une Sfax con Métlaoui vía Gafsa, realizada a expensas del concesionario y terminada en 1899 (al igual que la estrella minera Mdhilla-Tabedith-Redeyef-Moularès, que daba servicio a los distintos yacimientos). Se amplió en 1913 hacia Tozeur y en 1916 hacia Gabes. Al final de la concesión, la línea fue devuelta al Estado tunecino.
Además, la Compagnie des chemins de fer Bône-Guelma obtuvo la concesión de un ferrocarril entre Túnez y Susa (el tramo Túnez-Hammam Lif estaba terminado desde 1882) que construyó entre 1895 y 1899 con ramales hacia el Pont du Fahs, Cap Bon, Nabeul, Kairouan y Moknine. Esta parte de la red de vía estrecha se completó sucesivamente con las líneas que unían el Puente del Fahs con Ksar Ghilane (1906), que daba servicio a importantes minas de fosfato y de hierro, y luego con la línea que unía Susa con Henchir Souatir (1909). En 1911, se unió al resto de la red de la compañía mediante la línea Sousse-Sfax (129 kilómetros).

El ramal de Cap Bon se amplió en 1940 para dar servicio a los yacimientos de lignito de El Oudiane. Por último, el enlace entre Ksar Rhilane y la red argelina se construyó en 1930 y el ramal entre Haïdra y Kasserine, de interés estratégico, en 1940 a expensas del Estado francés.

Otras estaciones y puente
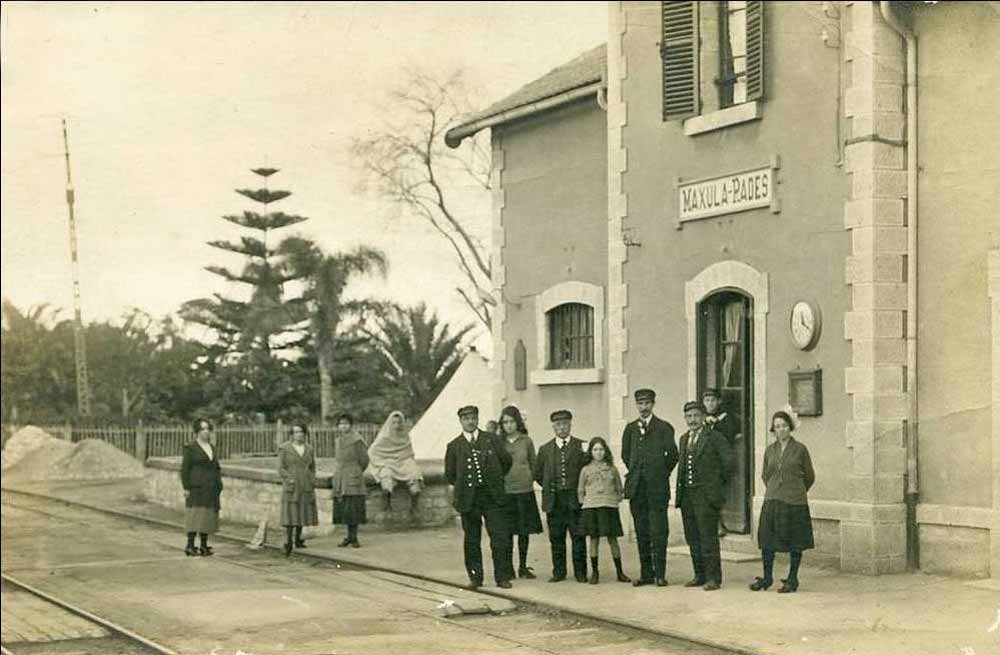
Estación de Rades.
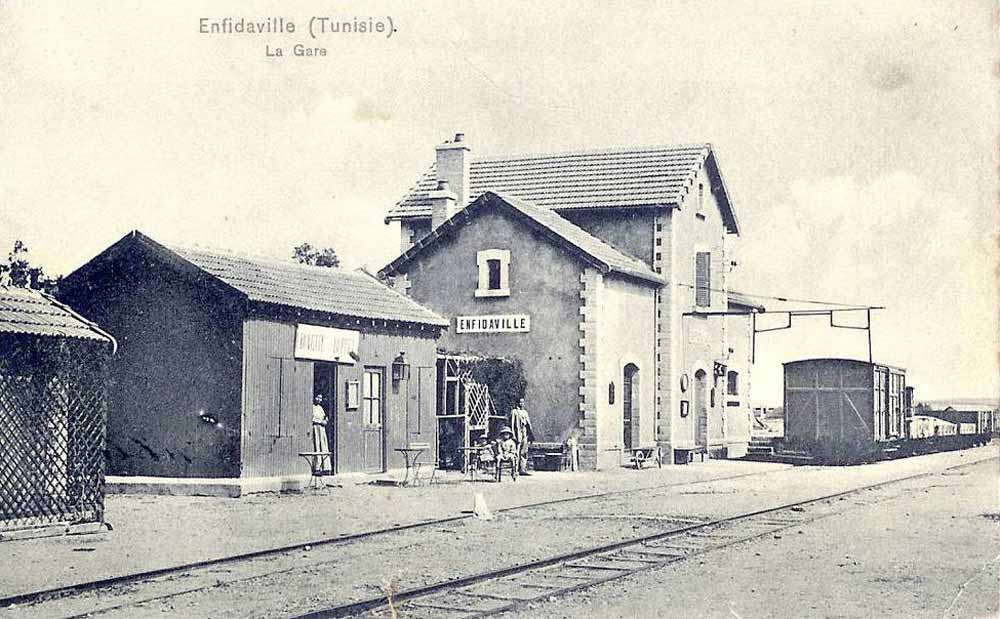
Estación de Enfida.
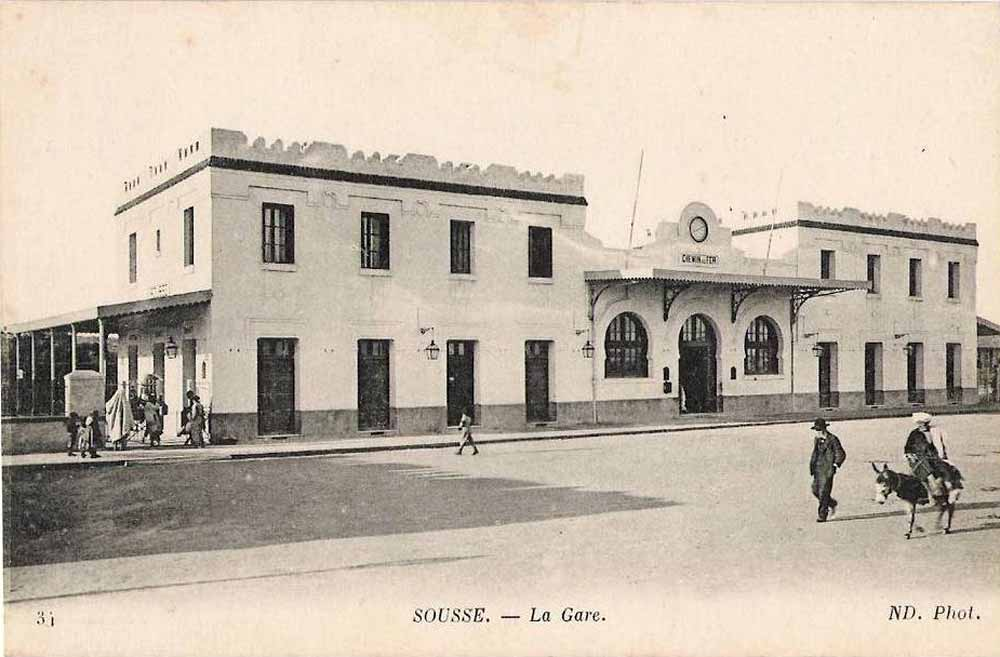
Estación de Sousse.
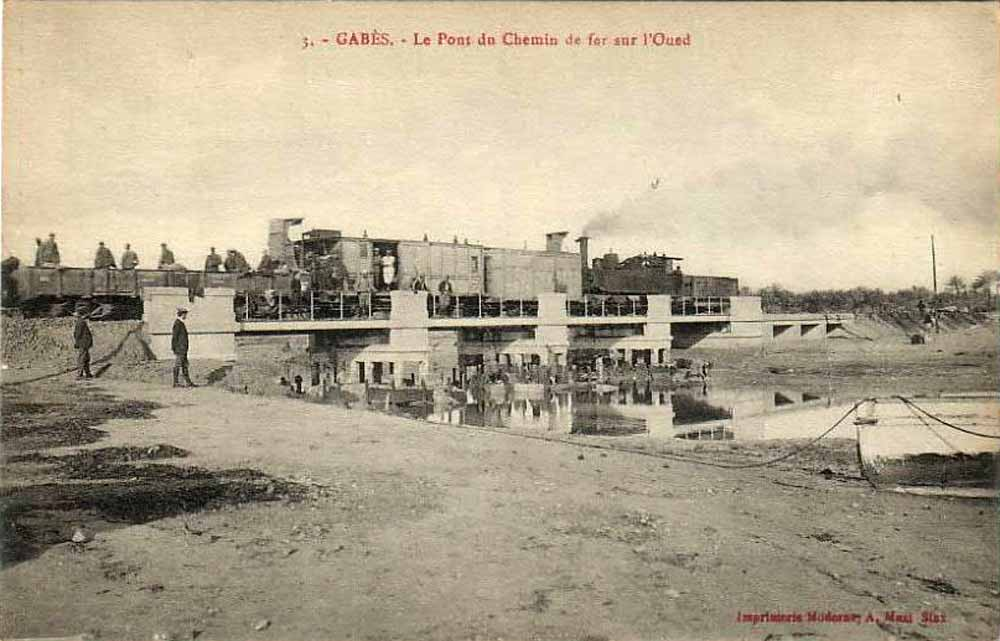
Puente cerca de Gabes.

### Principios de los años 50
En 1952, la longitud total de las líneas explotadas era de 2.044 km, de los cuales: 456 km de vía normal y 1.110 km de vía métrica explotada por la Compagnie fermière des chemins de fer tunisiens: Estas líneas pertenecen al Estado tunecino pero se construyen en parte con la garantía del Estado francés. Su financiación corrió a cargo del presupuesto local, a excepción de la línea Túnez-Ghardimaou, comprada en 1922 a la Compagnie des chemins de fer Bône-Guelma; 440 km de vía métrica explotados por la Compagnie des phosphates et des chemins de fer de Sfax-Gafsa; 38 km de vía normal explotados por la Compagnie des tramways de Tunis.

### Desde la independencia de Túnez
La red ferroviaria está gestionada por la Compañía Nacional de Ferrocarriles Tunecinos desde su creación en 1956 y cuenta con 74 estaciones.
Líneas de ancho estándar:
- TA: Línea de Túnez a Ghardimaou;
- 1 : Línea de Djedeida a Bizerte;
- 2 : Línea Mateur a Tamera
- 3: Línea de Mateur a Sidi M'himech;
- 4 : Línea de Tinja a Menzel Bourguiba;
- 19 : Línea de Sidi Smaïl a La Merdja;

Líneas de ancho métrico:
- 5: Línea de Túnez a Gabes;
- 6: Línea de Djebel Jelloud a Kasserine;
- 7 : Línea de Bir Kassa a La Goulette;
- 8: Línea de Salines a Kef;
- 9: Línea de Fej Tameur a Tajerouine;
- 10 : Línea de Bir Bouregba a Nabeul
- 11: Línea de Kalâa Seghira a Kasserine;
- 12 : Línea Kalâa Seghira a Sousse;
- 13: Línea de Ghraiba a Tozeur;
- 14: Línea de Aguila a Sehib;
- 15: Línea de Métlaoui a Kasserine
- 16: Línea de Tabeddit a Redeyef
- 17 : Línea de Founi a Hamada
- 18: Línea M'saken a Moknine;
- 20: Línea de Túnez a La Goulette (TGM);
- 21: Línea de Gafsa a Aouinet;
- 22: Metro del Sahel.

## Filmografía
- La Voie normale, película documental de 2019